# Elsie Effah Kaufmann

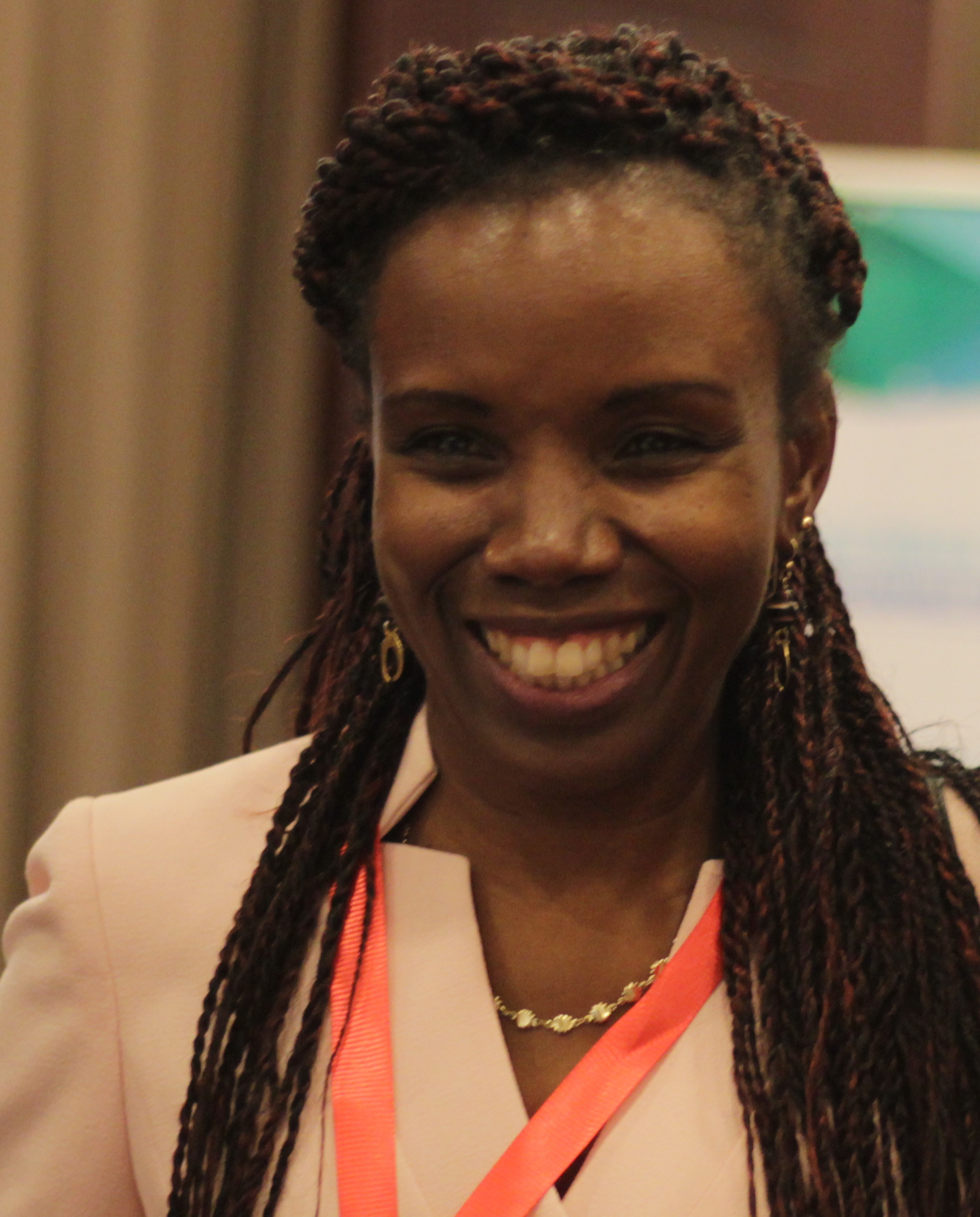
Elsie-Effah-Kaufmann

Elsie Effah Kaufmann (* 7. September 1969 in Assin District, Ghana) ist eine ghanaische Bioingenieurwissenschaftlerin und Hochschullehrerin. Sie ist Dekanin der Fakultät für Ingenieurwissenschaften sowie außerordentliche Professorin und Gründungsleiterin des Fachbereichs Biomedizintechnik an der University of Ghana.

## Leben und Werk
Kaufmann war die älteste Tochter von Lehrern. Sie besuchte die ATTC Demonstration School in Winneba, die Nana Kwaku Boateng Experimental School in Koforidua und die Aburi Girls’ Secondary School. Nach ihrem Abschluss mit Auszeichnung 1988 erhielt sie ein Stipendium für ein Studium an dem United World College of the Atlantic in Wales, wo sie ein International Baccalaureate Diploma erwarb. An der University of Pennsylvania erwarb sie den Bachelor of Science in Engineering (Cum Laude), ihren Master of Science in Engineering und promovierte 1998 bei Paul Ducheyne, Dawn Bonnell und Irving Shapiroin in Bioingenieurwesen. Nach ihrem Studium absolvierte sie eine Postdoc-Ausbildung an der Rutgers University, wo sie auch als Gründungsdirektorin des Cell Biology Laboratory am New Jersey Center for Biomaterials tätig war.
Im Juli 2001 wurde sie Dozentin im Fachbereich Physik an der University of Ghana, wo sie Allgemeine Physik, Praktische Physik, Eigenschaften von Materie und Schwingungsbewegung, Festkörperphysik und Materialphysik lehrte. Während ihrer Zeit als Dozentin im Fachbereich Physik fungierte sie auch mehrmals als Fachbereichsleiterin. Im selben Zeitraum war sie Mitglied in Programm-/Lehrplanentwicklungsausschüssen für die Universitätsprogramme in Radiologie, Physiotherapie, Medizinischer Physik und Audiologie. 2005 wurde sie zur Senior Lecturer befördert.
Von 2001 bis 2003 war Kaufmann Mitglied des Planungsausschusses, der vom Akademischen Rat der Universität von Ghana eingesetzt wurde, um Vorschläge für die Gründung der Fakultät für Ingenieurwissenschaften zu unterbreiten. Sie wurde 2006 zur ersten Leiterin der Abteilung für Biomedizintechnik ernannt und führte dieses Amt bis 2012 und von 2014 bis 2016.
2010 wurde sie als Vertreterin des nicht-professorischen akademischen Personals in den Universitätsrat gewählt. 2021 verbrachte sie als Gastwissenschaftlerin und Gründungsleiterin der neu gegründeten Abteilung für Orthetik und Prothetik an der University of Health and Allied Sciences. Mit Wirkung zum 1. August 2022 wurde sie als erste Frau zur Dekanin der School of Engineering Sciences der University of Ghana ernannt.
Sie begann ihre Tätigkeit am Fachbereich Physik, wo sie Grundstudiengänge unterrichtete und die Lehre an der Fakultät für Zahnmedizin und dem damals neu gegründeten Fachbereich Physiotherapie unterstützte. Sie war die erste Ghanaerin, die in Vollzeit am Fachbereich Physik angestellt wurde. Von 2001 bis 2006 war sie Mitglied des Ausschusses, der Vorschläge zur Gründung der Fachbereiche Physiotherapie, Radiologie, Audiologie und Medizinische Physik ausarbeitete. 2001 wurde sie für den Planungsausschuss des Akademischen Rates der Universität nominiert, der Vorschläge zur Gründung der damaligen Fakultät für Ingenieurwissenschaften, heute Fakultät für Ingenieurwissenschaften, ausarbeiten sollte. In diesem Ausschuss bestand ihre Hauptverantwortung darin, das akademische Programm und den Lehrplan für Biomedizintechnik zu entwickeln und die Entwicklung des Programms und Lehrplans für Materialwissenschaft und Werkstofftechnik zu koordinieren. Später wurde sie zum Mitglied des dreiköpfigen Umsetzungsausschusses ernannt, der vom Vizekanzler nach Vorlage und Annahme des Berichts des Planungsausschusses eingerichtet wurde.
Auf nationaler Ebene war sie Mitglied des Verwaltungsrats sowie des Forschungs- und Technikausschusses des Nationalen Kernforschungsinstituts der ghanaischen Atomenergiekommission, des technischen Beratungsausschusses für Medizinprodukte der ghanaischen Lebensmittel- und Arzneimittelbehörde (Food and Drugs Authority) und des technischen Ausschusses für Messtechnik und Messung der ghanaischen Normungsbehörde (Ghana Standards Authority). Sie ist Mitglied des Zentrums für Alternsstudien der Universität von Ghana.
Sie ist Mitglied des Ausschusses für wissenschaftliche Programme des Next Einstein Forums und Treuhänderin von Education Sub Saharan Africa (ESSA). Sie ist Ratsmitglied und Berufsingenieurin des Ghana Institution of Engineering, Fellow der Biomaterials Science and Engineering und Fellow der Ghana Academy of Arts and Sciences. Sie ist Mitglied des Verwaltungsrats der African Gifted Foundation Ghana (African Science Academy) und der British International School-Ghana. Sie ist Präsidentin der Ghana Society of Biomedical Engineers.
Kaufmann ist seit 2006 Moderatorin und Quizmeisterin der ghanaischen nationalen Fernsehsendung Ghana National Science and Maths Quiz.
Als Forscherin hat sie Arbeiten in den Bereichen Ingenieurausbildung, Gerüstdesign für Anwendungen im Tissue Engineering, Charakterisierung natürlicher Materialien (z. B. Maniokfasern) und Anwendung biomedizintechnischer Konzepte zur Lösung von Problemen im ghanaischen Kontext durchgeführt, beispielsweise die Verwendung von Biomaterialien in Ghana und technisches Design.
Kaufmann ist geschieden und bekam während ihrer Promotionszeit ihre erste Tochter und danach zwei weitere Kinder.
Am 27. Juli 2022 gründete Kaufmann in Accra die Elsie Effah Kaufmann Foundation (EEKF).

## Auszeichnungen und Ehrungen (Auswahl)
- 2009: Best Teacher Award for the Sciences der Universität Ghana
- 2011: Fellowship der International Women’s Forum Leadership Foundation
- 2017: Impact Africa Summit Laureate for Education in Ghana
- 2018: Leading Women Achievers Award des Global Women Economic & Social Empowerment Summit (GWESES)
- 2018: Golden Torch Award 2018 der National Society of Black
- 2019: Ghana Women of Excellence Award für Hochschulbildung (Naturwissenschaften und Mathematik)
- 2019: Glitz-Africa-Preisträgerin für Exzellenz im Bildungswesen
- 2020: Feminine Ghana Achievement Award für Bildung
- 2021: bei den Women’s Choice Awards 2021 die MINT-Persönlichkeit des Jahres
- 2021: bei den Instinct Women Awards 2021 die außergewöhnliche Frau in der Wissenschaft
- 2021: während der Ghana Digital Innovation Week 2021 als Game Changer des Innovationsökosystems für die Förderung von MINT ausgezeichnet
- 2022: bei den Humanitarian Awards als Global Female Most Exceptional Change Maker (Education) ausgezeichnet und zur EMY Africa Woman of the Year gekürt